# سیاهرگ‌های گوشی پیشین
سیاهرگ‌های گوشی پیشین (انگلیسی: Anterior auricular veins) سیاهرگ‌هایی هستند که بخش جلویی لاله گوش را تخلیه می‌کنند. این سیاهرگ‌ها به سیاهرگ گیجگاهی سطحی تخلیه می‌شوند.